# Matrice trasposta
In matematica, la matrice trasposta di una matrice è la matrice ottenuta scambiandone le righe con le colonne. Fu introdotta nel 1858 dal matematico britannico Arthur Cayley.

## Definizione
La trasposta di una matrice {\displaystyle A} è la matrice {\displaystyle A^{T}} il cui generico elemento con indici {\displaystyle (i,j)} è l'elemento con indici {\displaystyle (j,i)} della matrice originaria. In simboli:
{\displaystyle \left(A^{T}\right)_{ij}=A_{ji}\qquad \forall A\in \mathbf {K} ^{m,n}\quad 1\leq i\leq m,\quad 1\leq j\leq n}
con {\displaystyle \mathbf {K} ^{m,n}} lo spazio vettoriale delle matrici di dimensione n. In pratica, la matrice trasposta si deve intendere come una matrice in cui le colonne diventano righe e le righe diventano colonne.
L'operazione di trasposizione è definita sia su matrici quadrate che rettangolari, e quindi anche su vettori. In particolare, un vettore colonna trasposto è un vettore riga, e viceversa.
Una matrice che coincide con la propria trasposta è detta matrice simmetrica, e deve essere una matrice quadrata. Uno scalare può essere visto come un caso particolare di matrice simmetrica 1 × 1, ed è pertanto invariante alla trasposizione. Quindi, sebbene in generale date due matrici {\displaystyle A} e {\displaystyle B} di dimensioni opportune si abbia che:
{\displaystyle (AB)^{T}=B^{T}A^{T}\neq A^{T}B^{T}}
l'operatore di trasposizione è lineare, ovvero, dati due scalari {\displaystyle k} ed {\displaystyle l}, vale:
{\displaystyle (kA+lB)^{T}=(kA)^{T}+(lB)^{T}=kA^{T}+lB^{T}}
Più in generale, dati N scalari {\displaystyle k_{i}} ed N matrici {\displaystyle A_{i}} di pari dimensioni, vale:
{\displaystyle \left(\sum _{i=1}^{N}k_{i}A_{i}\right)^{T}=\sum _{i=1}^{N}k_{i}A_{i}^{T}}
dove {\displaystyle \sum } indica una sommatoria.

## Proprietà
Valgono le seguenti proprietà:
- La trasposta della trasposta è la matrice stessa:

{\displaystyle \left(A^{T}\right)^{T}=A}
- La trasposta della somma di due matrici è uguale alla somma delle due matrici trasposte:

{\displaystyle (A+B)^{T}=A^{T}+B^{T}}
- L'ordine delle matrici si inverte per la moltiplicazione:

{\displaystyle \left(AB\right)^{T}=B^{T}A^{T}}
Questo risultato è facilmente estendibile al caso più generale, dove si considerano più matrici:
{\displaystyle \left(ABC\dots XYZ\right)^{T}=Z^{T}Y^{T}X^{T}\dots C^{T}B^{T}A^{T}}
- Se {\displaystyle c} è uno scalare, la trasposta di uno scalare è lo scalare invariato:

{\displaystyle (cA)^{T}=cA^{T}}
- Nel caso di matrici quadrate, il determinante della trasposta è uguale al determinante della matrice iniziale:

{\displaystyle \det(A^{T})=\det(A)}
- Il prodotto scalare tra due vettori colonna {\displaystyle \mathbf {a} } e {\displaystyle \mathbf {b} } può essere calcolato come:

{\displaystyle \mathbf {a} \cdot \mathbf {b} =\mathbf {a} ^{T}\mathbf {b} ,}
che può essere scritto usando la notazione di Einstein come {\displaystyle a_{i}b^{i}}.
- Se {\displaystyle A} ha solamente elementi reali, allora {\displaystyle A^{T}A} è una matrice simmetrica semidefinita positiva.
- La trasposta di una matrice invertibile è ancora invertibile e la sua inversa è la trasposta dell'inversa della matrice iniziale:{\displaystyle (A^{T})^{-1}=(A^{-1})^{T}}
- Se {\displaystyle A^{T}=A^{-1}} allora la {\displaystyle A} è una matrice ortogonale
- Se {\displaystyle A} è una matrice quadrata, allora i suoi autovalori sono uguali agli autovalori della sua trasposta.

## Trasposta di applicazioni lineari
Se {\displaystyle V} e {\displaystyle W} sono due spazi vettoriali di dimensione finita sullo stesso campo e {\displaystyle f:V\to W} è un'applicazione lineare, si può definire l'applicazione duale di {\displaystyle f} come la mappa {\displaystyle f^{*}:W^{*}\to V^{*}} tra gli spazi duali {\displaystyle W^{*}} e {\displaystyle V^{*}} definita da:
{\displaystyle f^{*}:\varphi \mapsto \varphi \circ f\qquad \forall \varphi \in W^{*}}
Fissate due basi {\displaystyle E} e {\displaystyle F} di {\displaystyle V} e {\displaystyle W} rispettivamente, si dimostra che se {\displaystyle A} è la matrice associata a {\displaystyle f} rispetto tali basi allora la matrice associata a {\displaystyle f^{*}} rispetto alle basi duali di {\displaystyle E} e di {\displaystyle F} è la trasposta di {\displaystyle A}.
Ogni applicazione lineare {\displaystyle f:V\to V^{*}} che mappa nello spazio duale definisce una forma bilineare {\displaystyle B:V\times V\to F} mediante la relazione:
{\displaystyle B(\mathbf {v} ,\mathbf {w} )=f(\mathbf {v} )(\mathbf {w} )}
Definendo la trasposta di tale funzione come la forma bilineare {\displaystyle ^{t}B} data dalla mappa trasposta {\displaystyle ^{t}f:V^{**}\to V^{*}}:
{\displaystyle ^{t}B(\mathbf {v} ,\mathbf {w} )=^{t}f(\mathbf {v} )(\mathbf {w} )}
si trova che {\displaystyle B(\mathbf {v} ,\mathbf {w} )=^{t}B(\mathbf {v} ,\mathbf {w} )}.

## Esempi
- {\displaystyle A={\begin{pmatrix}2&4&8\\3&2&0\\5&3&1\\0&1&0\end{pmatrix}}\quad A^{T}={\begin{pmatrix}2&3&5&0\\4&2&3&1\\8&0&1&0\end{pmatrix}}}
- {\displaystyle {\begin{pmatrix}1&2\end{pmatrix}}^{T}\!\!\;\!=\,{\begin{pmatrix}1\\2\end{pmatrix}}}

- {\displaystyle {\begin{pmatrix}1&2\\3&4\end{pmatrix}}^{T}\!\!\;\!=\,{\begin{pmatrix}1&3\\2&4\end{pmatrix}}}

- {\displaystyle {\begin{pmatrix}1&2\\3&4\\5&6\end{pmatrix}}^{T}\!\!\;\!=\,{\begin{pmatrix}1&3&5\\2&4&6\end{pmatrix}}\;}

- {\displaystyle {\begin{pmatrix}1&2&8\\3&4&3\\5&6&1\end{pmatrix}}^{T}\!\!\;\!=\,{\begin{pmatrix}1&3&5\\2&4&6\\8&3&1\end{pmatrix}}\;}

Idea di calcolo: ruotare la matrice di 90° in senso antiorario, dopodiché scambiare la prima riga con l'ultima, la seconda con la penultima, ecc. (nel primo esempio, dopo aver ruotato la matrice {\displaystyle A} di 90°, la riga 2 rimane invariata, mentre la riga 1 e 3 vengono scambiate).
Alternativamente: immaginare un asse diagonale che parte dal primo elemento in alto a sinistra e prosegue verso il basso, verso destra (45°); dopodiché "riflettere a specchio" la matrice usandolo come asse di simmetria.
Alternativamente ancora: fissare una direzione di lettura della matrice (per esempio, per righe o per colonne), e ciò che nella matrice era la prima riga, nella sua trasposta diventa la prima colonna; ciò che era la seconda riga, diventa la seconda colonna, e via così.